# Mutacionisme
El mutacionisme engloba totes aquelles teories evolutives on la mutació és la principal força impulsora del canvi. Segons el mutacionisme, les mutacions són l'agent realment creatiu del canvi orgànic, en contraposició a la selecció natural, i produeixen una evolució discontínua, a diferència del gradualisme postulat per Darwin.

## Història del mutacionisme

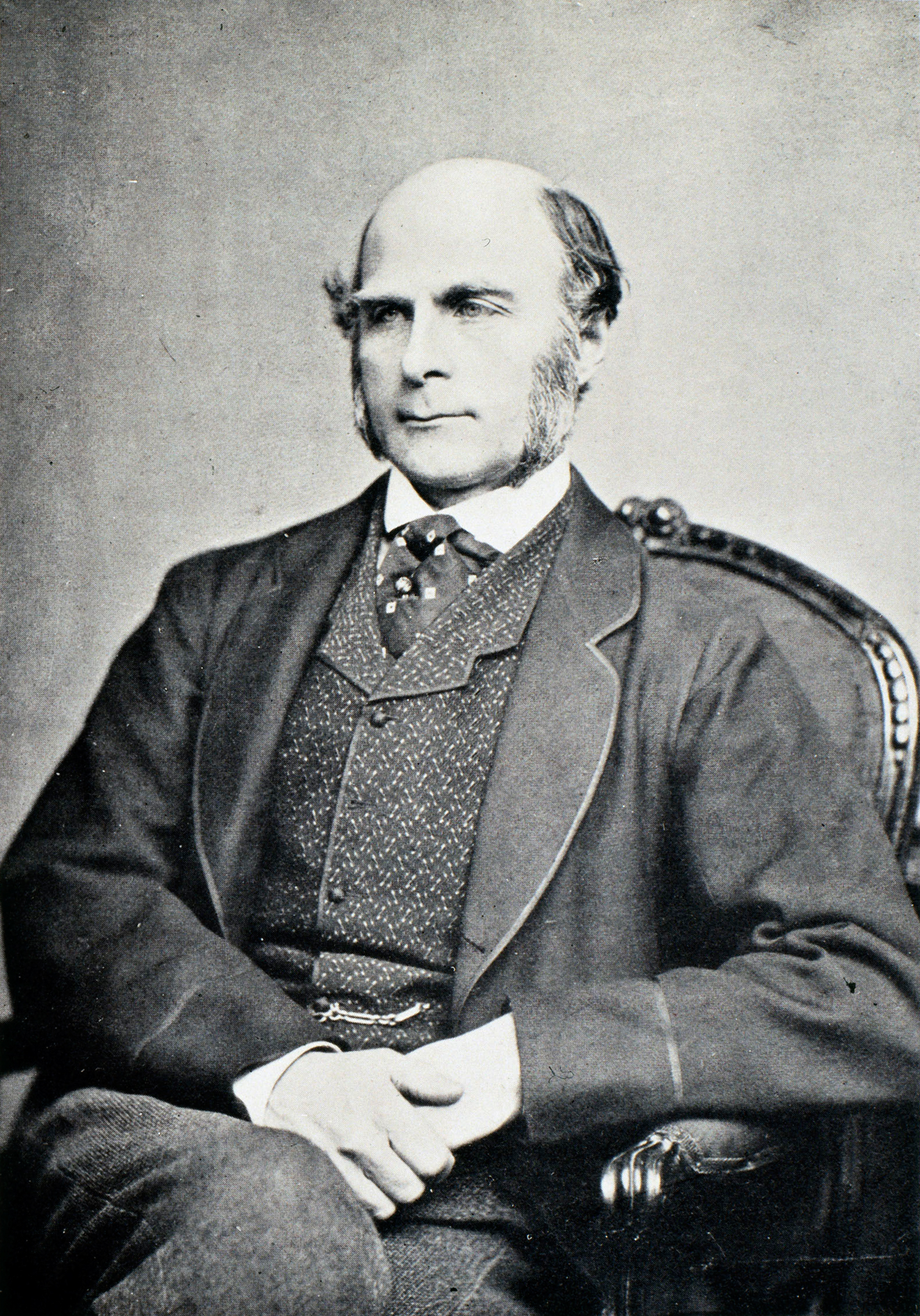
Francis Galton

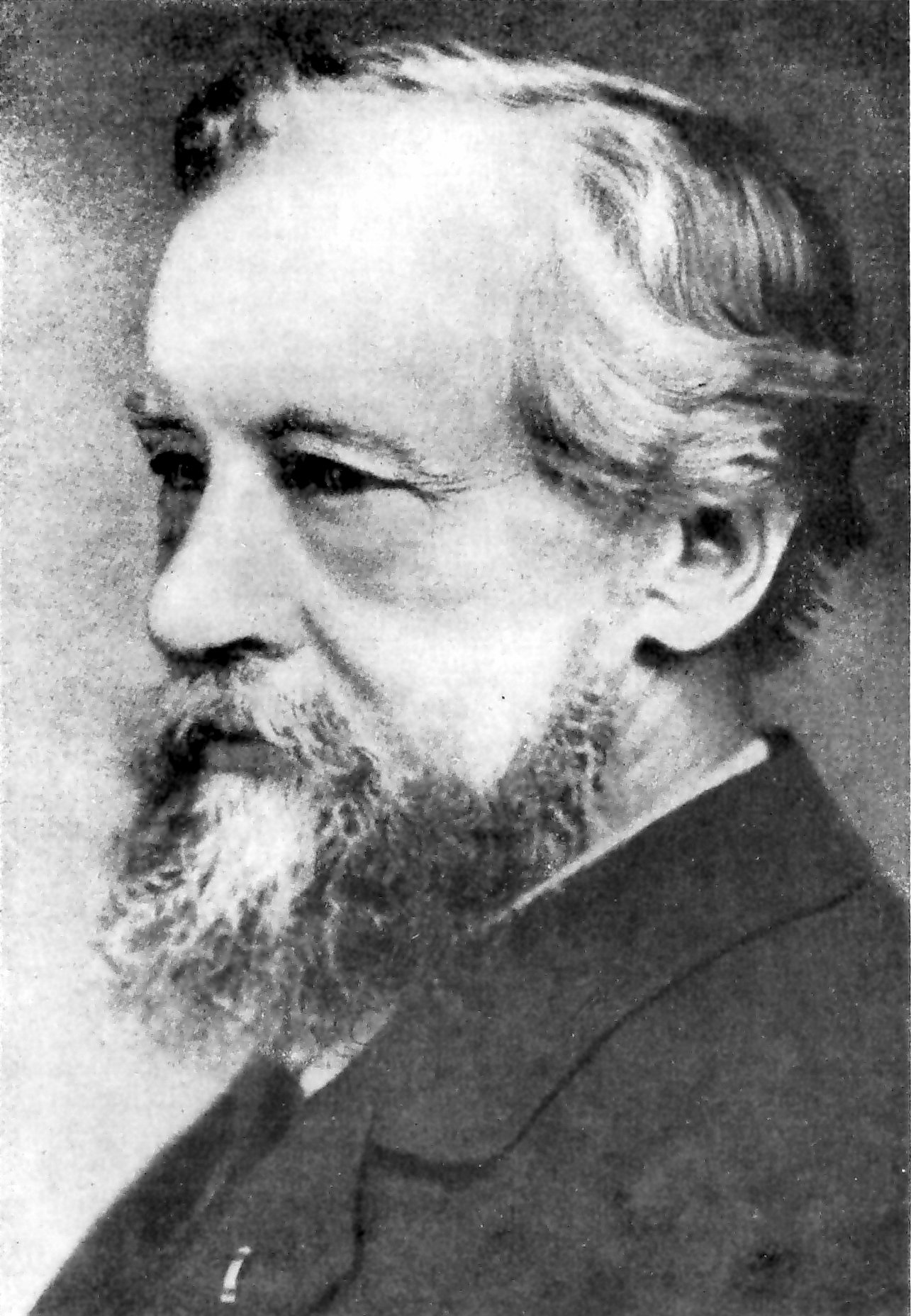
Hugo de Vries.

Els fonaments de la teoria mutacionista es troben en les contribucions de William Keith Brooks, Francis Galton i Thomas Henry Huxley, els quals van obrir el camí a les idees que van ser ressuscitades a la dècada de 1890 gràcies als treballs pioners d'Hugo de Vries i William Bateson sobre les mutacions naturals discontinues. Amb el redescobriment de les lleis de Mendel, el mutacionisme va guanyar terreny i va ser adoptat per molts dels pioners de la genètica de poblacions, entre els quals es troben noms destacats com Thomas Hunt Morgan, Reginald Punnett, Wilhelm Johannsen, Hugo de Vries i William Bateson.
Al començament del segle xx es van fer dos descobriments crucials. En primer lloc, es va establir que les variacions discretes podien aparèixer a través de mutacions i ser transmeses a la progenitura mitjançant factors genètics discrets estables (les lleis de transmissió d'aquests factors són les lleis de Mendel). En segon lloc, els experiments de Wilhelm Johannsen van demostrar que les petites variacions quantitatives que es manifesten a cada generació no eren heretables. Segons el gradualisme darwinista, la variació es produeix per una fluctuació contínua, i el canvi evolutiu s'acumula en increments minúsculs i en una direcció favorable, gràcies a la selecció natural. En contrast, el mutacionisme postulava que l'evolució es desenvolupa en dos etapes: en primer lloc, l'aparició aleatòria d'una mutació; en segon lloc, la seva preservació o eliminació per part de la selecció natural. El que negaven els mutacionistes és que la selecció fos creativa, donant, en canvi, cert control sobre el curs de l'evolució a les mutacions.
En 1902, G. Udny Yule va proposar que un caràcter que reflectís els efectes de diversos caràcters mendelians podia exhibir una distribució normal. Tot i que la major part de les fluctuacions són causades per factors ambientals, part de la variabilitat contínua observada en les espècies naturals podia tenir una base genètica. En el cas que aquesta variabilitat genètica fos prou abundant, podia servir com a fonament per a un mecanisme mendelià que donés suport al gradualisme que Darwin havia postulat. No obstant això, la síntesi entre la genètica mendeliana i el darwinisme no va ser immediata per diverses raons: encara hi havia dubtes sobre si la selecció natural seria prou potent per actuar sobre diferències tan petites; existia una creença generalitzada, seguia la noció de Galton de regressió a la mitjana, que fins i tot les fluctuacions hereditàries no podrien donar lloc a canvis qualitatius; i alguns defensors del darwinisme, com Karl Pearson, encara no acceptaven plenament la genètica mendeliana.
En 1909, en el centenari del naixement de Darwin, el mutacionisme i el lamarckisme es consideraven igualment rellevants que la selecció natural en el debat evolutiu. No obstant això, cinquanta anys després, en el centenari de la publicació de "El origen de las especies" (en plena època daurada de la Síntesi Moderna), la selecció natural havia emergit com l'únic mecanisme evolutiu amplament reconegut. La síntesi moderna de la teoria evolutiva, amb la integració de la genètica de poblacions i la selecció natural, va reforçar la preeminència d'aquest darrer com a força principal que modela els canvis evolutius.
En 1927, Hermann Joseph Muller va demostrar que l'exposició als raigs X incrementa significativament la taxa de mutació. Actualment, es reconeix que altres formes de radiació, com la ultraviolada, així com certes substàncies químiques, tenen la capacitat de funcionar com a agents mutagènics. A més, s'ha observat que factors ambientals com la radiació solar, la contaminació atmosfèrica i els contaminants industrials poden també induir mutacions en els organismes exposats.
Des de l'arribada de la biologia molecular, alguns experts en biologia han sostingut la importància de la pressió mutacional com a un dels processos fonamentals de l'evolució (Sueoka, 1962; Nei, 1983, 2005). Aquest renovat interès en la teoria mutacionista és referit com neomutacionisme.